# Zetzwil
Zetzwil (schweizertyska: Zezbu) är en ort och kommun i distriktet Kulm i kantonen Aargau, Schweiz. Kommunen har 1 394 invånare (2023).